# Galilaei (Marskrater)
Galilaei ist ein Marskrater im Bereich des Gebiets Margaritifer Terra auf dem Mars. Der Krater befindet sich im südlichen Teil des Oxia-Palus-Gradfeldes. Galilaei ist einer der zahlreichen großen Krater, die sich während der Noachischen Periode gebildet haben und vor etwa 3,7 Milliarden Jahren endeten. Benannt ist der Krater nach dem italienischen Universalgelehrten Galileo Galilei.